# Department of Infrastructure, Energy and Resources
Das Department of Infrastructure, Energy and Resources (DIER) war bis 2014 eine Behörde der Regierung von Tasmanien verantwortlich für das Management der Infrastruktur des Bundesstaats. Sie untersteht David O’Byrne (Minister für Infrastruktur), Bryan Green (Minister für Energie und Rohstoffe) und Nick McKim (Minister für nachhaltigen Transport). Der letzte Leiter war Norm McIlfatrick.
Die Behörde gliederte sich in mehrere Hauptbereiche:
- Das Amt für Infrastruktur, das für den Betrieb, Ausbau und die Instandhaltung des Straßennetzes mit einer Gesamtlänge von 3660 km zuständig ist.
- Das Amt für Energie (Office of Energy Planning and Conservation), das die Energieversorgung von Tasmanien koordiniert. Verantwortlich zum Beispiel für Hydro Tasmania den Betreiber von Wasserkraftwerken.
- Das Amt für Bodenschätze (Mineral Resources Tasmania), verantwortlich für Vergabe und Überwachung von Konzessionen für den Abbau von Rohstoffen.
- Das Amt für Rennsport, verantwortlich für Pferde- und Greyhoundrennsport.

Daneben unterstützte die Behörde den öffentlichen Nahverkehr, die Forstwirtschaft und die Eisenbahnen Tasmaniens.
Die Behörde ist in dem neu geschaffenen Department of State Growth (Tasmania) aufgegangen.